# Condom
Condom is een gemeente in het Franse departement Gers (regio Occitanie). De gemeente telde 6.454 inwoners op 1 januari 2022. De plaats maakt deel uit van het arrondissement Condom. De naam van de stad is afgeleid van een oud woord voor "samenvloeiing". Het stadje ligt inderdaad aan de samenvloeiing van twee rivieren.

## Geschiedenis
Sinds de IJzertijd is de plaats waar het stadje thans ligt door mensen bewoond.
In 1101 werd er een benedictijnenabdij gesticht in Condom. Condom werd in de eerste decennia van de 13e eeuw een gemeente bestuurd door consuls. In 1314 werd Condom als officiële etappeplaats erkend op de pelgrimsroute naar Santiago de Compostela en werd er voor deze pelgrims een hospitaal gebouwd. Tussen 1317 en 1801 was Condom een bisschopszetel.
Vanaf de middeleeuwen wordt in de streek het sterk alcoholische wijndistillaat Armagnac geproduceerd.
In de 18e eeuw werden de stadsmuren afgebroken, werden ruime lanen aangelegd en werden rijke burgerhuizen gebouwd.
Al in de 18e eeuw was de binnenhaven van Condom op de Baïse belangrijk voor de regionale binnenscheepvaart. In 1839 werd de rivier gekanaliseerd. Via deze haven vindt nog steeds de uitvoer van de Armagnac plaats. In de 19e eeuw werd de stad ook aangesloten op het spoorwegnetwerk.

## Cultuur
De pelgrimsroute tussen Lectoure en Condom (35 km) (Chemin du Puy) is opgenomen als werelderfgoed in het kader van de Pelgrimsroutes in Frankrijk naar Santiago de Compostella.
De kathedraal van Condom werd gebouwd in het eerste kwart van de zestiende eeuw. Voor deze kathedraal staat een beeldengroep die de Drie Musketiers voorstelt, gemaakt in 2010 door de Georgische beeldhouwer Zoerab Tsereteli.
Er wordt jaarlijks een internationaal schaaktoernooi gehouden.

## Geografie
De oppervlakte van  bedroeg op 1 januari 2022 97,37 vierkante kilometer; de bevolkingsdichtheid was toen 66,3 inwoners per km².
In de gemeente stromen de Baïse en de Gèle samen. De gemeente ligt in het dal van de Baïse en in de streek Armagnac-Ténarèze.
Qua oppervlakte is Condom de grootste gemeente van Gers. In de gemeente liggen de gehuchten Herret, Sainte-Germaine, Scieurac, Vicnau, Cannes, Gourragne en Lialores op de rechteroever van Baïse en Grazimis, Pomaro en Le Goalard op de linkeroever.
De onderstaande kaart toont de ligging van Condom met de belangrijkste infrastructuur en aangrenzende gemeenten.

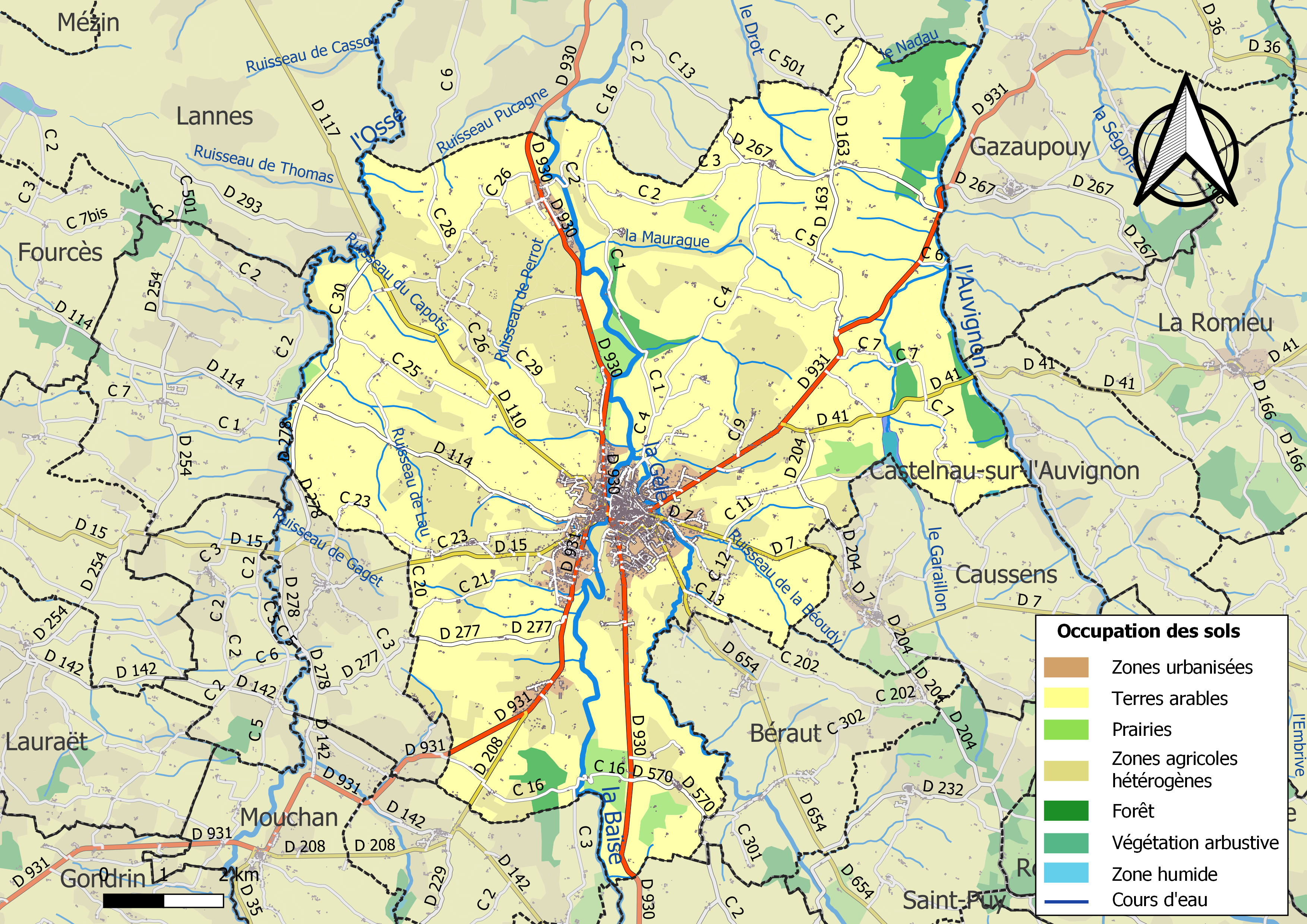

## Demografie
Onderstaande figuur toont het verloop van het inwonertal (bron: INSEE-tellingen).